# ناحیه سیدنی، شهرستان شمپین، ایلینوی
ناحیه سیدنی، شهرستان شمپین، ایلینوی (به انگلیسی: Sidney Township) یک منطقهٔ مسکونی در ایالات متحده آمریکا است که در شهرستان شمپین، ایلینوی واقع شده‌است. ناحیه سیدنی ۱٬۷۳۳ نفر جمعیت دارد و ۲۰۴ متر بالاتر از سطح دریا واقع شده‌است.